# Alberto Bovone
Alberto Cardeal Bovone (Frugarolo, 11 de junho de 1922 — Roma, 17 de abril de 1998) foi um cardeal italiano.

## Biografia
Nasceu em Frugarolo, província e diocese de Alexandria, em 11 de junho de 1922.

### Treinamento sacerdotal e ministério
Em 26 de maio de 1945 foi ordenado sacerdote por Giuseppe Angrisani, bispo de Casale Monferrato, para a diocese de Alexandria.
Em 1946 foi vice-pároco da paróquia de San Pietro in Felizzano.
Depois dos estudos teológicos em Roma, no Apolinário, em 19 de outubro de 1951, após concurso, foi nomeado oficial da Sagrada Congregação do Concílio. Em 1951 tornou-se chefe do departamento da Congregação para o Clero.
Em 17 de outubro de 1957 recebeu o título de Camareiro Secreto Supranumerário de Sua Santidade.
Em 21 de maio de 1973 foi nomeado subsecretário da Congregação para a Doutrina da Fé pelo Papa Paulo VI.

### Ministério episcopal e cardinalato
Em 5 de abril de 1984, o Papa João Paulo II nomeou-o arcebispo titular de Cesaréia da Numídia e, em 8 de abril seguinte, secretário da Congregação para a Doutrina da Fé. No dia 12 de maio recebeu a ordenação episcopal, na catedral de Alexandria, do cardeal Joseph Ratzinger, prefeito da mesma congregação, co-consagrando o bispo de Alexandria Ferdinando Maggioni e o arcebispo Luigi Dadaglio, pró-penitenciária maior.
Em 13 de junho de 1995 foi nomeado pró-prefeito da Congregação para as Causas dos Santos pelo mesmo papa; ele sucedeu Angelo Felici, que renunciou após atingir o limite de idade.
No consistório de 21 de fevereiro de 1998, o Papa João Paulo II o nomeou cardeal diácono de Todos os Santos na Via Appia Nuova. As suas condições de saúde não lhe permitiram estar presente durante a cerimónia do consistório, porque estava internado na Policlínica Gemelli e o papa enviou o cardeal Angelo Sodano, como legado papal, para lhe colocar o chapéu de cardeal no hospital. No dia 23 de fevereiro tornou-se prefeito da congregação que já presidia.
Faleceu pouco depois, a 17 de abril de 1998. Está sepultado na igreja paroquial de Frugarolo, sua cidade natal, que ajudou a restaurar e onde hoje se conservam o seu báculo e outras relíquias que lhe pertenceram.